# Dythemis multipunctata
Dythemis multipunctata is een libellensoort uit de familie van de korenbouten (Libellulidae), onderorde echte libellen (Anisoptera).
De wetenschappelijke naam Dythemis multipunctata is voor het eerst geldig gepubliceerd in 1894 door Kirby.